# Wie frei ist die Kunst?
Wie frei ist die Kunst? Der neue Kulturkampf und die Krise des Liberalismus ist ein 2018 erschienenes Essay des deutschen Kunstkritikers und Journalisten Hanno Rauterberg, in dem er aktuelle Kämpfe um die „Einhegung von Kunstwerken“ untersucht, die durch Titel, Inhalt oder verwendete Formen insbesondere bei gesellschaftlichen Minderheiten Betroffenheit  verursachen. Rauterberg entwickelt argumentative Strategien, dieser Beschneidung der Kunstfreiheit entgegenzutreten.

## Zielgruppe und Zielsetzung
Rauterberg wendet sich an ein liberales und meist eher linkes Milieu von Kuratoren und Künstlern, Galeristen und Journalisten, Intendanten und Schauspielern, die nach seiner Darstellung unter einem wachsenden Druck sozialer Netzwerke Opfer von Petitionen und Shitstorms werden. Er möchte die institutionellen Vertreter bei der Verteidigung der Offenheit von künstlerischer Produktion und Distribution unterstützen, da sie bisweilen in „Schockstarre“ verfielen und zu oft Ambivalenzen und Missverständnisse vorbeugend vermeiden wollten.
Er diagnostiziert einen „Netz-Druck“ auf Künstler und Institutionen, unter dem Bilder umbenannt oder abgehängt, Ausstellungen umstrukturiert oder abgesagt würden, in Theateraufführungen und Filme eingegriffen und immer wieder die Freiheit der Kunst auch von denen vorauseilend beschnitten werde, die eigentlich bestens gewappnet wären, der „Mob-Mentalität“ entgegenzutreten.

## Inhalt

### Beispiele
Rauterberg entwickelt seine Thesen anhand von Auseinandersetzungen um Kunstwerke in der jüngeren Zeit, vor allem an
- den Vorwürfen der kulturellen Aneignung beim Gemälde Open Casket von Dana Schutz, im Zusammenhang damit an der Umplatzierung von Der arme Poet in die Wohnung eines türkischen Migranten in Berlin,[5] und an der Kritik am Auftritt weißer Models mit Dreadlocks sowie an der Zerstörung der Skulptur Scaffold (Galgen) von Sam Durant durch Angehörige der Dakota.[6]
- den Sexismus-Debatten um das Metropolitan Museum of Art wegen einer Ausstellung von Balthus[7] und um die National Gallery of Art wegen ihrer lang geplanten Retrospektive von Chuck Close[8] sowie an der Entfernung eines Gedichts von Eugen Gomringer von der Fassade der Alice-Salomon-Hochschule Berlin.[9]
- der auf das Charlie-Hebdo-Attentat folgenden Diskussion um Mohammed-Karikaturen und die Grenzen religiöser Toleranz.[10]

### Methode der Kritik
Rauterberg führt vor, wie mit einem nüchternen Reframing die Freiräume der Kunst verteidigt werden könnten: In vielen Beispielen analysiert Rauterberg die Vorwürfe von kulturellen Influencern bis hin zu den ihrer Kritik zugrunde liegenden Prämissen und Berechtigungen. Er zeigt die kunstpolitischen Konsequenzen der Argumente auf und reflektiert über den Wandel von Kunst und Künstlerrolle im historischen Kontext. Durch eine werkimmanente Analyse jenseits potenzieller und potenzierter Affekte, durch die Unterscheidung von Darstellung und Dargestelltem, von Künstlern und ihren Werken sowie durch die Einordnung der Kunstwerke in den Kontext ihrer Entstehung könne die notwendige Offenheit der Kunst gegen die Gefühle des Verletztseins verteidigt werden.

### Abwehr der Kunsteinschränkungen
Zum Beispiel wehrt er den Versuch der Übereignung bestimmter Themen (Kritik des Rassismus) und Ausdrucksformen (Dreadlocks) an Betroffenengruppen mit dem Vorwurf der bloßen Reproduktion der sozialen, ästhetischen  und Verfügungsgrenzen des Kapitalismus ab.
Die Forderung nach einer Beschränkungen „weißer“ Künstler als symbolischer Wiedergutmachung für Jahrhunderte des Rassismus und der Diskriminierungen sei nur eine hilflose Rache an den Falschen.
Wenn durch Vorwürfe gegen einen Künstler die Öffentlichkeit voreingenommen werde, sei es kontraproduktiv, die Kunstwerke zurückzuziehen und damit die Freiheit der Kunstbetrachtung selbst einzuschränken.
Und wo Werke für zweifelhafte Entstehungsbedingungen oder das Fehlverhalten oder die Einstellungen ihrer Schöpfer „in Geiselhaft“ genommen würden, verweist er auf die sich hierin äußernde Wiederbelebung des romantischen Geniekults, der geniale Werke kausal aus abweichendem Verhalten ableite, und des Glaubens an magische Kräfte von Artefakten, durch die eine „Infektion“ des Betrachters verursacht würde.
Er untersucht die Konjunktur der neuen Prüderie, der ästhetischen „Wohlfühl-Pädagogik“ sowie die Popularität potenzieller Affekte.

### Dialektik des modernen Liberalismus
Der Liberalismus habe sich mit seiner Unterordnung der Kunst unter Investmentstrategien, mit seinem hohen Rang des Individuums und damit auch seiner Affekte sowie der Ausdifferenzierung der Lebensstile zu einer widersprüchlichen Kultur entwickelt. Die Gesellschaft der Digitalmoderne habe einen Kult der Betroffenheiten, eine hysterisierende Öffentlichkeit geschaffen, die den Erfahrungen der Ausgrenzung und des Leidens von Künstlern wenig, der oft prekären und diskriminierten Position von Minderheiten aber viel Beachtungsvorschuss einräume. Aus dem Stand würden sich in globalen sozialen Netzwerken blitzartig Proteste gegen verletzte Gefühle im Namen fortschrittlicher Antidiskriminierung entwickeln. Diese Affektgemeinschaften würden oft eine exklusive Rücksichtnahme auf nur ihre Partikularinteressen fordern, die letztlich die Wirksamkeit der Kunst einzuhegen versuchten.
Rauterberg hofft auf ein mutigeres Festhalten an der Bedingung inspirierender und provozierender Kunst: Dass in ihrem Rahmen weiter alles von allen gesagt, erprobt und gezeigt werden dürfe. Kunst lebe von der Polyvalenz, ihrer Unabsehbarkeit, vom Absurden, von der Kraft der Einbildung, von der Möglichkeit der Hybridisierung und Rekombination aller Formen und Ideen der Gesellschaft als selbstverständlichem Modus schöpferischer Arbeit.

## Kritik
Gabriele Detterer von der NZZ lobt in ihrer Rezension den „angenehm rationalen, überaus kundigen und sehr anregenden Essay“ Rauterbergs und schließt sich seiner Schlussfolgerung an, „dass die geschilderten Entwicklungen nur in einer neuen Form des Ikonoklasmus und im Ende liberal ausgerichteter Ausstellungsorte münden könne“.
Sieglinde Geisel von Deutschlandfunk Kultur findet, dass Rauterbergs Essay ruhig hätte etwas schärfer ausfallen dürfen. Rauterberg liefere in seinem Essay zwar alle wichtigen Argumente zur Verteidigung der Kunstfreiheit, habe seine Kritik aber sozusagen mit „Samthandschuhen“ verfasst. „Es ist, als wolle auch Rauterberg darauf achten, niemandem zu nahe zu treten, und so schreibt er letztlich an jenen Empfindlichkeiten entlang, die der Kunst ihre Autonomie und damit die Freiheit nehmen.“
Sebastian Frenzel kritisiert im Monopol Magazin grundsätzlich an Rauterbergs Essay, dass er zwar viel über die kürzlichen „Aufreger“ der kulturpolitischen Debatten geschrieben habe, ihm aber bisher marginalisierte Stimmen und neue Werke entgangen seien. Im Gegensatz zu Rauterberg seien seit vielen Jahren „Fragen der Repräsentation und Identität“ eine der fruchtbarsten Quellen von Gegenwartskunst. Frenzel erinnert an die Meinung von Aktivisten, dass die von Rauterberg verteidigte Kunstfreiheit nur das maskierte Privileg vorwiegend weißer Männer sei, das die Ausgrenzung anderer kaschiere.

## Textausgabe
- Hanno Rauterberg: Wie frei ist die Kunst? Der neue Kulturkampf und die Krise des Liberalismus. Suhrkamp, Berlin 2018. ISBN 978-3-518-12725-4.